# Ломами
Лома́ми (Lomami) — река в Африке, на территории Демократической республики Конго, левый приток Конго.
Длина около 1500 км, площадь бассейна порядка 110 000 км². Река берёт своё начало на плато Катанга, течёт по нему на север, образуя многочисленные водопады, пороги и быстрины. Наибольшие уровни воды в реке в период дождей, в сентябре — апреле. В нижнем течении (порядка 330 км от устья) Ломами судоходна.